# Manon Bollegraf
Manon Maria Bollegraf (nacida el 10 de abril de 1964) es una tenista profesional neerlandesa retirada de la actividad. Alcanzó los cuartos de final del Torneo Roland Garros de 1992 y la final en dobles de Wimbledon 1997, así como cuatro títulos en dobles mixto en torneos Grand Slam. Finalizó en el cuarto lugar en dobles femenino en los Juegos Olímpicos de Atlanta en 1996.

## Carrera
Bollegraf alcanzó su más alto lugar en el ranking WTA Tour el 9 de julio de 1990, cuando se ubicó en el puesto Nro. 29. Ganó 26 títulos en dobles y llegó a la posición Nro. 4 del mundo en dicha categoría, logro obtenido en febrero de 1998.
Ganó cuatro títulos de Grand Slam en la modalidad de dobles mixto, el Torneo de Roland Garros de 1989 y el US Open de 1991, ambos con Tom Nijssen como compañero. Jugando junto a Rick Leach, Manon ganó el Australian Open y el US Open de 1997.

## Finales olímpicas

### Dobles: 1 (0–1)
| Resultado    | Año  | Torneo                                | Superficie | Compañera               | Oponentes                         | Marcador |
| ------------ | ---- | ------------------------------------- | ---------- | ----------------------- | --------------------------------- | -------- |
| Cuarto lugar | 1996 | Juegos Olímpicos de Verano de Atlanta | Dura       | Brenda Schultz-McCarthy | Conchita Martínez Arantxa Sánchez | 1–6, 3–6 |

## Rendimiento en torneos Grand Slam

### Sencillos
| Torneo                  | 1987 | 1988 | 1989 | 1990 | 1991 | 1992 | 1993 | 1994 | 1995 | Balance | Carrera |
| ----------------------- | ---- | ---- | ---- | ---- | ---- | ---- | ---- | ---- | ---- | ------- | ------- |
| Australian Open         | 2    | 2    | 3    | 2    | 1    | 1    | 1    | 1    | 2    | 6:9     | 3       |
| Torneo de Roland Garros | 2    | 1    | 3    | 1    | 1    | CF   | 1    | 1    | —    | 7:8     | CF      |
| Wimbledon               | —    | 2    | 1    | 1    | 3    | 2    | 1    | 1    | —    | 4:7     | 3       |
| US Open                 | —    | 2    | 2    | 2    | 1    | —    | 1    | 1    | 2    | 4:7     | 2       |

### Dobles
| Torneo                  | 1987 | 1988 | 1989 | 1990 | 1991 | 1992 | 1993 | 1994 | 1995 | 1996 | 1997 | 1998 | 1999 | 2000 | Balance | Carrera |
| ----------------------- | ---- | ---- | ---- | ---- | ---- | ---- | ---- | ---- | ---- | ---- | ---- | ---- | ---- | ---- | ------- | ------- |
| Australian Open         | 2    | CF   | 2    | 1    | CF   | CF   | 3    | CF   | SF   | SF   | CF   | CF   | CF   | —    | 33:13   | SF      |
| Torneo de Roland Garros | 1    | 2    | 2    | 3    | 3    | CF   | CF   | 3    | 3    | CF   | CF   | 3    | 2    | 3    | 27:14   | VF      |
| Wimbledon               | 2    | 3    | 3    | 1    | CF   | 3    | 1    | SF   | CF   | CF   | F    | 3    | CF   | 2    | 29:14   | F       |
| US Open                 | —    | 1    | 2    | 3    | CF   | —    | 3    | CF   | 2    | CF   | SF   | 2    | CF   | 1    | 23:12   | SF      |